# Admontia seria
Admontia seria är en tvåvingeart som först beskrevs av Johann Wilhelm Meigen 1824.  Admontia seria ingår i släktet Admontia och familjen parasitflugor. Arten är reproducerande i Sverige. Inga underarter finns listade i Catalogue of Life.